# Терере
Терерé е южноамериканска тонизираща напитка, традиционна за Парагвай, Североизточна Аржентина, Южна Боливия и Югозападна Бразилия, състояща се от изсушени листа от йерба мате и подправки, които се смесват със студена вода или плодов сок (обикновено от цитрусови плодове). Най-често йерба Мате се смесва с мента. Водата или сокът трябва предварително да са охладени в контейнер или термос с лед или леден блок. Напитката утолява жаждата и действа освежаващо в големи горещини. Терере се пие от кани или чаши, подобни на тези, използвани за мате. Традиционната чаша за терере се нарича guampa и обичайно се изработва от говежди рога.
Названието „терере“ произхожда от езика на племето гуарани.
Според легендата, по време на Войната за Гран Чако (1932 – 1935) парагвайските войници са били принудени да пият своето мате студено, тъй като нямали възможност да подграват вода, за да не издадат разположението на военните си позиции. Така възниква терере. След края на войната войниците се завръщат у дома, и разпространяват новата напитка от йерба мате и в своите общности.

Терере има голяма популярност в Парагвай, и в наши дни, заедно с мате, се счита за национална напитка в тази страна. В последно време терере е силно разпространена напитка и в Буенос Айрес и Кордоба. В Аржентина терере обикновено се приготвя с охладен плодов сок като основа, а вода с билки се използва като основа най-вече в Парагвай.